# Крестище (Курская область)
Крестище — село в Советском районе Курской области России. Входит в состав Мансуровского сельсовета.

## География
Село находится в восточной части Курской области, в лесостепной зоне, в пределах южного склона Среднерусской возвышенности, на берегах реки Крестище (приток Кшени), на расстоянии примерно 10 км (по прямой) к юго-западу от посёлка городского типа Кшенский, административного центра района. Абсолютная высота — 187 м над уровнем моря.
Климат
Климат характеризуется как умеренно континентальный с умеренно холодной зимой и тёплым летом. Абсолютный минимум температуры воздуха самого холодного месяца (января) составляет −37 °C; абсолютный максимум самого тёплого месяца (июля) — 40 °C. Среднегодовое количество атмосферных осадков составляет 582 мм. Большая их часть (460 мм.) выпадает в течение тёплого периода. Снежный покров держится в среднем около 130—145 дней в году.
Часовой пояс
Село Крестище, как и вся Курская область, находится в часовой зоне МСК (московское время). Смещение применяемого времени относительно UTC составляет +3:00.

## Население
| 2002 | 2010 |
| ---- | ---- |
| 615  | ↘293 |

Половой состав
По данным Всероссийской переписи населения 2010 года в половой структуре населения мужчины составляли 46,4 %, женщины — соответственно 53,6 %.
Национальный состав
Согласно результатам переписи 2002 года, в национальной структуре населения русские составляли 97 % из 386 чел.

## Известные уроженцы
- Булгаков, Василий Иванович (1910—1994) — советский военачальник, генерал-лейтенант.
- Сигов, Дмитрий Иванович (1914—1942) — советский лётчик-ас, капитан, Герой Советского Союза.